# Michelangelo Ricci
Michelangelo Ricci   (Roma, 30 de gener de 1619 - Roma, 12 de maig de 1682) va ser un cardenal i matemàtic italià, del segle xviii.

## Vida
Ricci era fill d'una família humil que es va esforçar a donar la millor educació possible als seus fills. Va sofrir atacs epilèptics des d'infant, el que no li va permetre ordenar-se sacerdot, com segurament eren les seves intencions.
Va estudiar matemàtiques amb Benedetto Castelli, coincidint amb Torricelli, del qui esdevindria gran amic.
Els seus estudis de teologia i lleis li van permetre treballar en la burocràcia vaticana sota tres papes successius: Alexandre VII, Climent IX i Innocenci XI. Aquest últim el va nomenar cardenal el 1681. En concret va ser secretari de la Sagrada Congregació de les Indulgències i les relíquies i consultor de la Sagrada Congregació de la Romana i Universal Inquisició.
El 1668, juntament amb Giovanni Giusto Ciampini i Francesco Nazari, va ser fundador de Giornale de' letterati. També va ser corresponsal a Roma de la florentina Accademia del Cimento.

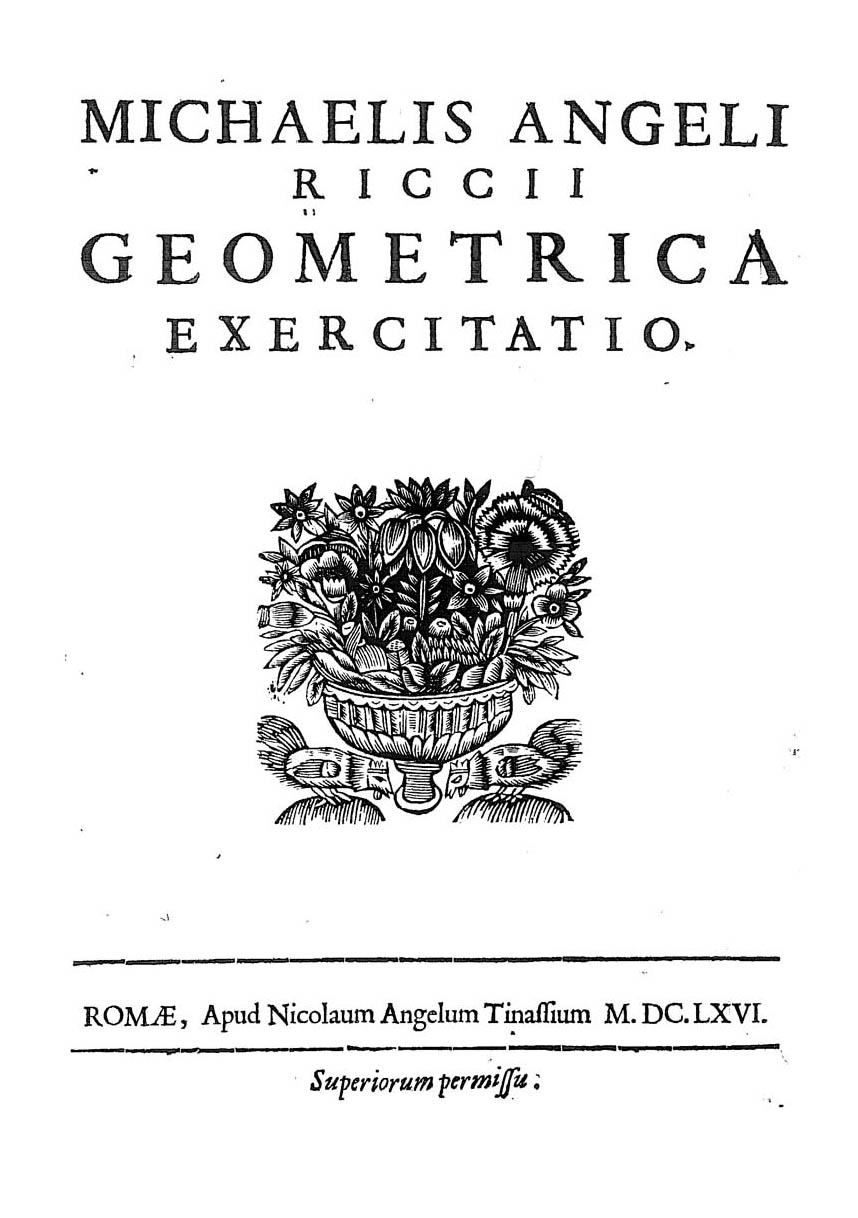
Geometrica exercitatio, 1666

## Obra
Només va publicar una petita obra (19 pàgines) titulada Exercitatio geometrica, De maximis et minimis (Roma, 1666). Aquesta, però, va tenir molta difusió i va ser reimpresa a Anglaterra per Nicolaus Mercator el 1668 com un apèndix del seu tractat Logarithmo-technica. L'article tracta de dos temes:
1. Trobar el màxim del producte {\displaystyle x^{m}(a-x)^{n}}, essent {\displaystyle m} i {\displaystyle n} nombres naturals.
2. Aplicar aquests resultats a la determinació de les tangents a les paràboles {\displaystyle y^{m}=kx^{n}}.

Les demás contribucions matemàtiques de Ricci es troben en la seva correspondència (que no ha estat estudiada en profunditat) i inclouen estudis sobre l'espiral geomètrica (correspondència amb Torricelli 1644), sobre una família de corbes més generals que les cicloides ordinàries (1674), el tractament i càlcul de les tangents (1668).
Les seves habilitats en àlgebra el van fer molt conegut en el seu temps i molts científics contemporanis li escrivien demanant la seva opinió sobre els més diversos temes matemàtics.